# Сулайманкулов Арзимат Джапарович
Арзимат Джапарович Сулайманкулов (28 січня 1952, село Джарбаші Кантського району, тепер Исик-Атинського району Чуйської області, Киргизстан — 12 березня 2020, місто Токмок Чуйської області, Киргизстан) — киргизький радянський діяч, 2-й секретар ЦК КП Киргизії, міністр зовнішньої торгівлі та промисловості Киргизької Республіки, віцепрем'єр-міністр Киргизької Республіки. Депутат Верховної ради Киргизької РСР 11-го скликання.

## Життєпис
У 1969—1975 роках навчався на факультеті автоматизації та механізації виробничих процесів Московського вищого технічного училища імені Баумана, інженер-механік. 
У 1975—1981 роках — інженер-технолог, заступник начальника цеху, голова профспілкового комітету верстатобудівного заводу імені Леніна міста Фрунзе Киргизької РСР. Член КПРС з 1979 року.
У 1981—1983 роках — 1-й секретар Фрунзенського міського комітету ЛКСМ Киргизії.
У 1983—1985 роках — 2-й секретар Октябрського районного комітету КП Киргизії міста Фрунзе.
У 1985—1988 роках — секретар партійного комітету верстатобудівного заводу імені Леніна міста Фрунзе Киргизької РСР.
У 1988 році закінчив Алма-Атинську Вищу партійну школу, політолог.
У 1988 — квітні 1991 року — 1-й секретар Ленінського районного комітету КП Киргизії міста Фрунзе.
Одночасно в 1990—1991 роках — голова Ленінської районної ради народних депутатів міста Фрунзе.
6 квітня — 31 серпня 1991 року — 2-й секретар ЦК КП Киргизії.
У 1991—1992 роках — науковий радник науково-технічного центру «Інверс» Республіки Киргизстан.
У 1992—1994 роках — директор конструкторського бюро автоматичних ліній «Ротор» у місті Бішкеку.
У 1994—1997 роках — 1-й заступник міністра промисловості та торгівлі Киргизької Республіки. У 1997—1998 роках — заступник міністра зовнішньої торгівлі та промисловості Киргизької Республіки. У 1998—2000 роках — 1-й заступник міністра зовнішньої торгівлі та промисловості Киргизької Республіки.
30 грудня 2000 — червень 2002 року — міністр зовнішньої торгівлі та промисловості Киргизької Республіки — віцепрем'єр-міністр Киргизької Республіки.
24 червня 2003 — 31 липня 2008 року — в.о. голови державної адміністрації, аким (мер) міста Токмок Чуйської області.
Потім — на пенсії.
Помер 12 березня 2020 року в місті Токмок Чуйської області. Похований 14 березня 2020 року в місті Токмок Чуйської області.

## Родина
Одружений, мав трьох синів.

## Нагороди та звання
- Почесна грамота Верховної ради Киргизької РСР
- Заслужений працівник промисловості Киргизької Республіки (15.10.2007)